# Majanselkä
Majanselkä är en sjö i Finland. Den ligger i kommunen Siikais i landskapet Satakunta, i den sydvästra delen av landet, 250 km nordväst om huvudstaden Helsingfors. Majanselkä ligger 45 meter över havet. Arean är 16,9 hektar och strandlinjen är 2,62 kilometer lång. Sjön  ingår i Karvia å huvudavrinningsområde. 